# Jean Marie Farina

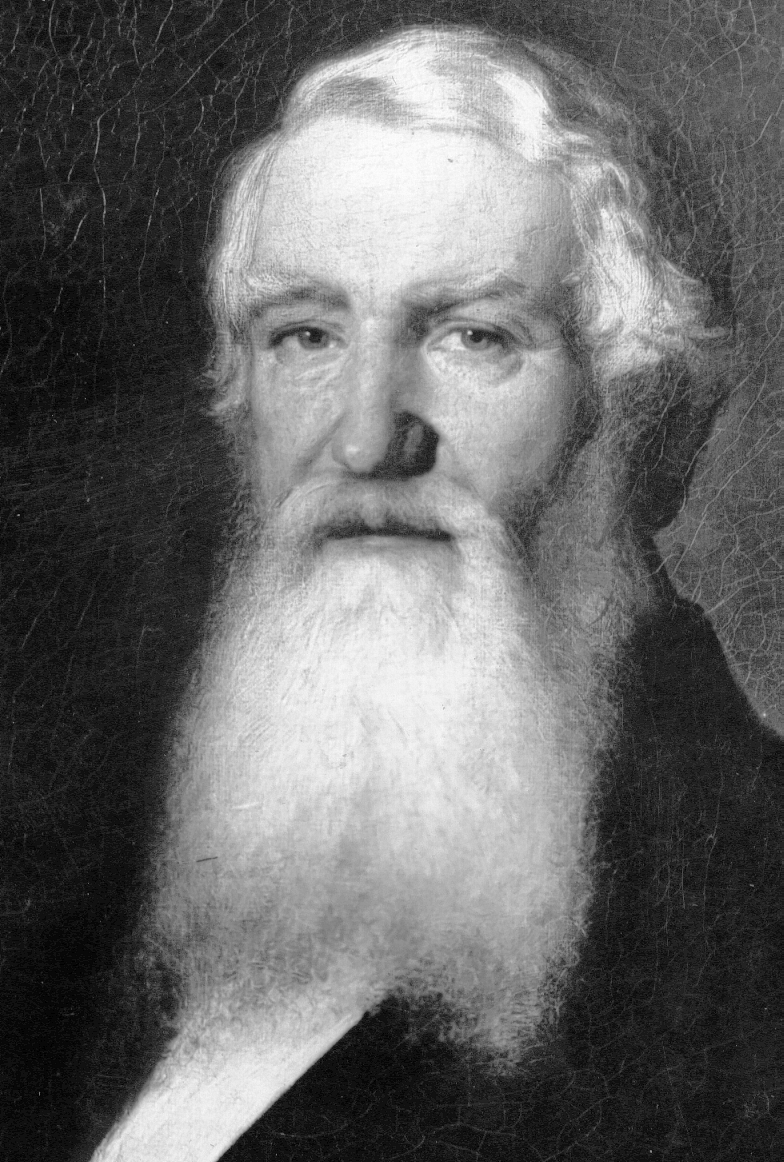
Jean Marie Farina

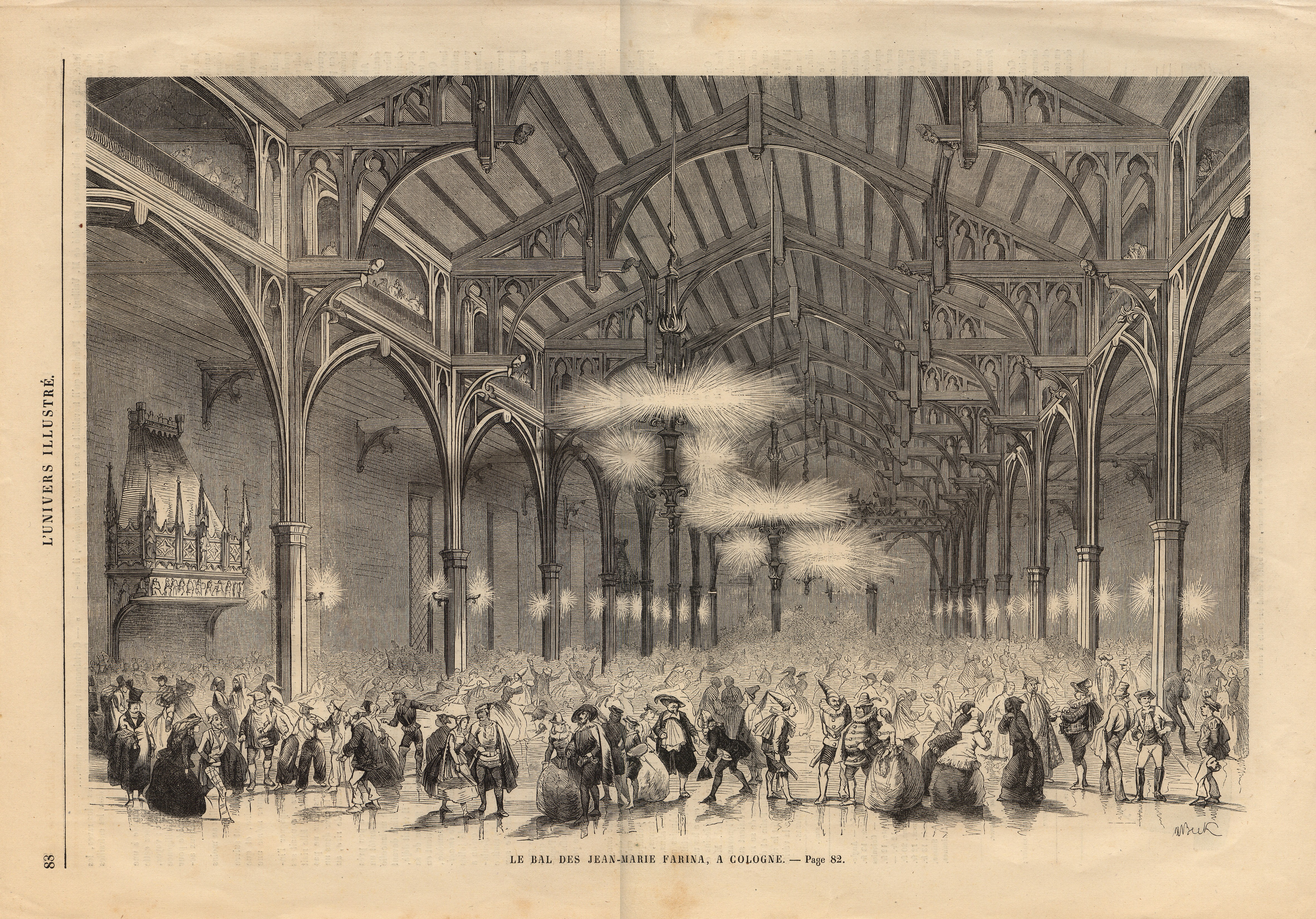
Ball von J.M.Farina im Gürzenich 1861

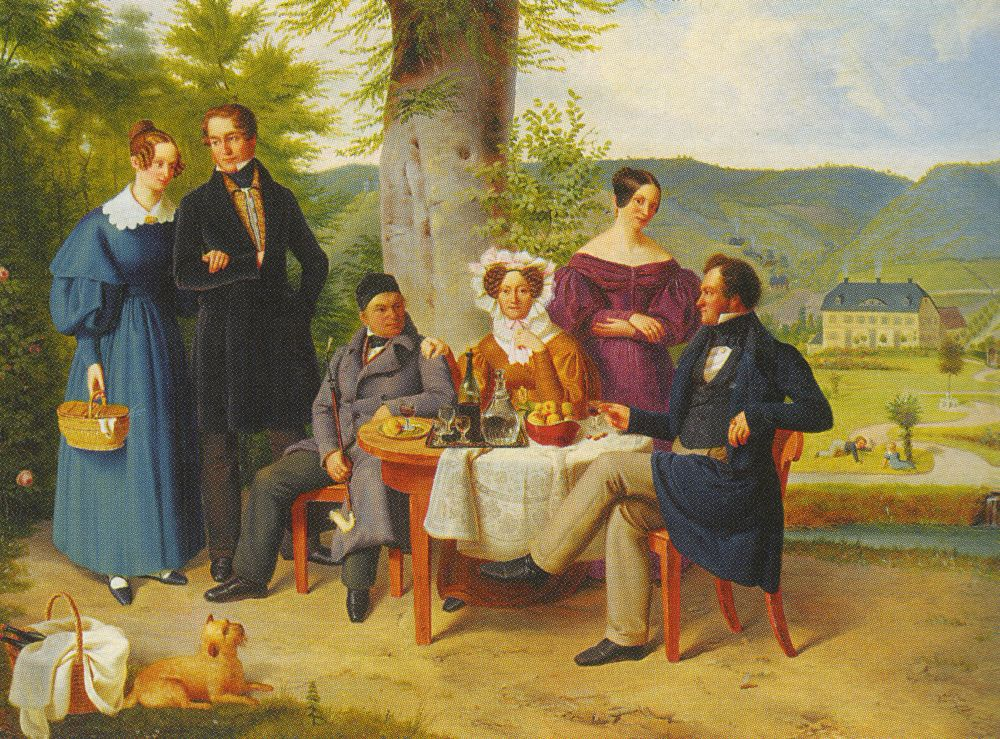
Jean Marie Farina (2.v.l.) mit Ehefrau, seinen Eltern, Schwester und Schwager, (Gemälde von Heinrich von Rustige 1837)

Johann Maria Farina (* 22. August 1809; † 11. Oktober 1880 in Köln), genannt Jean Marie Farina, innerhalb seiner Familie auch „Le Grand“ (dt.: „Der Große“), war ein Kölner Unternehmer und Hersteller von Kölnisch Wasser.
Er gilt als einer der beharrlichsten Vorreiter des gesetzlichen Markenschutzes in Deutschland. Zwischen seinen ersten Bemühungen, einer Eingabe an die zuständige preußische Ministerialbürokratie im Jahr 1836, und der Verabschiedung des Reichsgesetzes lagen fast vier Jahrzehnte.
Im November 1874, wurde das erste Markenschutzgesetz im Deutschen Reichstag verabschiedet. Es trat in Kraft am 1. Mai 1875. Als erstes Kölner Unternehmen meldete der älteste noch heute bestehende Kölnisch-Wasser-Hersteller „Johann Maria Farina gegenüber dem Jülichs-Platz“ seine Etiketten zur Registrierung als Warenzeichen an.

## Biografie

### Gesellschaftliches Leben
Am bürgerlich-geselligen Leben der Stadt Köln nahm er stets einen regen Anteil. Besondere Aktivitäten entfaltete er „In der Casino-Gesellschaft“ (gegründet 1809). Hier tagte auch die „Concert-Gesellschaft“, deren Vorstand er lange angehörte. Zu seinem engeren Freundeskreis gehörten Eberhard von Groote, der Präsident der Kölner Armenverwaltung, Heinrich von Wittgenstein, mit dem er über seinen Schwager Peter Heinrich Merkens entfernt verwandt war, und auch Peter Leven.
Als dieser 1823 gemeinsam mit Wittgenstein und anderen das in Verruch geratene Fastnachtstreiben in der Form des „romantischen Karnevals“ erneuerte, war Farina noch zu jung, um sich zu beteiligen; sein Onkel Johann Baptist Farina (1758–1844) gehörte jedoch zum Kreis der Neugründer. Ein Nachfahr anderer italienischer Einwanderer – und ebenfalls Kölnisch-Wasser-Fabrikant – Emanuel Zanoli, war während der ersten zehn Jahre des romantischen Karnevals mit dem großen Rat, „festordnendem Komitee“ und Rosenmontagszügen mit wechselndem Motto kontinuierlich „Prinz Karneval“, damals „Held“ genannt. Diese Rolle übernahm Farina allerdings niemals.

### Engagement
Johann Maria Farina gehörte zu den angesehensten und wohlhabendsten Kölner Unternehmern seiner Zeit. Als solcher war er Kölnisch-Wasser-Fabrikant, und dies blieb er auch primär, als in der Zeit der Früh- und Hochindustrialisierung viele Angebote zu Beteiligungen an Industrie-, Versicherungs- oder Verkehrsunternehmen lockten. Farina hielt sich hier sehr zurück. Von der Aktiengesellschaft der Rheinischen Eisenbahn zeichnete er im Gründungsjahr zwar vier Anteile, aber man findet ihn später höchst selten in Leitungs- oder Aufsichtsratgremien von neuen Kapitalgesellschaften, wie in den 1850er Jahren als Verwaltungsratsmitglied der Kölnischen Rückversicherung. Von 1850 bis 1862 war Farina Mitglied der Kölner Handelskammer.
Für die aus dem Kölner Männer-Gesangs-Verein 1874 hervorgegangene Singspiel-Gemeinschaft „Cäcilia Wolkenburg“, die seither regelmäßig auf eigener Bühne musikalische Possen (Divertissementchen) aufführte, arrangierte Farina 1875 eine „Schauderhafte Oper“: „Richmodis von Aducht und der Sängerkrieg auf dem Neumarkt“. Mit dieser Oper gastierte das Divertissementchen 1875 erstmals im Kölner Stadttheater, und dies war – so die Chronik – „das angenehmste Fastnachtsvergnügen der Session“.
Jean Marie Farina war ein sehr musikalischer Mensch. Er setzte sich aber auch für die Förderung des städtischen Musiklebens tatkräftig ein. So gehörte er zum Vorstand der musikalischen Gesellschaft sowie der Rheinischen Musikschule, des späteren Conservatoriums für Musik, das durch Ferdinand Hiller bald europäische Geltung erhielt.
Neben der Musik förderte Farina auch die Malerei. 1838 war er Mitbegründer des Kölnischen Kunstvereins mit Eberhard von Groote und später Heinrich von Wittgenstein an der Spitze. Der Verein wollte die Kunst fördern, den Kunstsinn beleben und verbreiten und dabei auf bestimmte Schulen keinerlei Rücksicht nehmen. Man veranstaltete Ausstellungen, kaufte Kunstwerke an, „welche sich für den Privatbesitz eigneten“, und verloste sie unter den Mitgliedern. Die Eröffnung des von dem wohlhabenden Kölner Wildhäuteimporteur Johann Heinrich Richartz für die Sammlung Wallraf erbauten Museums im August 1861 war verbunden mit einer großartigen Ausstellung zeitgenössischer Kunst.
Neben der Musik und der bildenden Kunst setzte sich J. M. Farina, wie so viele bedeutende Unternehmer Kölns, nachhaltig für den Weiterbau des Kölner Doms ein. Bereits im Gründungsjahr 1842 gehörte er dem siebköpfigen Verwaltungsausschuss des Zentral-Dombau-Verein zu Köln an.
Jean Marie Farina starb am 11. Oktober 1880 im Alter von 71 Jahren in Köln, vier Tage vor den Feierlichkeiten zur Vollendung des Doms.
Er war verheiratet mit Marie Josephine DuMont.